# Večernje novosti (dnevni list, Zagreb)
Večernje novosti su bile hrvatski dnevnik iz Zagreba. Izašle su prvi put 1925., a prestale su izlaziti iste godine. Uređivao ih je H. Pavlović.
Izlazile su svakodnevno.